# Ampliotrema lepadinoides
Ampliotrema lepadinoides är en lavart som först beskrevs av William Allport Leighton och fick sitt nu gällande namn av Klaus Kalb 2004. 
Ampliotrema lepadinoides ingår i släktet Ampliotrema och familjen Thelotremataceae. Inga underarter finns listade i Catalogue of Life.